# Diphyus restitutor
Diphyus restitutor là một loài tò vò trong họ Ichneumonidae.